# بول انستاس
بول انستاس (بالإنجليزية: Paul Anastas) (و. 1962 – م)هو كيميائي من الولايات المتحدة الأمريكية . ولد في كوينسي، ماساتشوستس .

## مناصب وهيئات
أدار جامعة ييل.